# Кырбасов, Ауесхан Макатаевич
Ауесхан Макатаевич Кырбасов (каз. Әуесхан Мақатайұлы Қырбасов; 28 мая 1937, Шиен, КазССР — 3 апреля 2014, Алма-Ата, Казахстан) — советский и казахский дипломат, один из первых послов независимого Казахстана. Имел дипломатический ранг Чрезвычайного и Полномочного Посла Республики Казахстан. Представлял Республику в качестве Чрезвычайного и Полномочного Посла в Королевствах Бельгия и Нидерланды, а также Великом Герцогстве Люксембург, был Главой Представительства РК при Европейском Союзе и Организации Североатлантического Договора (НАТО). Лауреат Государственной премии Казахской ССР в области науки и техники (1974), Заслуженный деятель дипломатической службы Республики Казахстан (2003), Заслуженный деятель Казахстана (2004), награждён Почетной грамотой Верховного Совета Казахстана, член-корреспондент Инженерной Академии Республики Казахстан (1997), Председатель Совета «Ассоциации дипломатов Казахстана». Инженер-механик, член-корреспондент Инженерной академии Республики Казахстан, заслуженный изобретатель Казахской ССР (1972).

## Биография
Родился в селе Шиен Джамбульского района Алма-Атинской области. В 1959 году окончил Казахский сельскохозяйственный институт по специальности инженера-механика — организация внешнеэкономической деятельности, в 1959—1972 годах работал на Алматинском заводе тяжёлого машиностроения в качестве инженера-конструктора, а затем ведущего конструктора. За годы работы на этом предприятии при его непосредственном участии были созданы совершенно новые конструкции станов для обработки труб из цветных металлов, на которые были получены семь авторских свидетельств на изобретение. О большой практической ценности этих разработок говорит тот факт, что во всех заводах цветной металлургии бывшего СССР производство алюминиевых и медных труб были организованы на базе указанных станов.
В 1990 году окончил Высшую коммерческую школу Академии народного хозяйства при Совмине СССР.
Итогом деятельности Кырбасова А. М. на производстве стало присуждение ему Государственной премии Казахстана по науке и технике. Кроме этого за большой вклад в дело развития изобретательства ему присвоено Почетное звание «Заслуженный изобретатель Казахской ССР».

## Деятельность в государственном аппарате
В 1972—1983 годы Кырбасов А. М. находился на ответственной работе в аппаратах Совета Министров Казахской ССР и ЦК Компартии Казахстана, где курировал машиностроительную отрасль Республики. В этот период были осуществлены строительство и реконструкция Павлодарского тракторного завода, АЗТМ, завода «Поршень», объединений «Казахсельмаш», «Целиноградсельмаш» и других.
В 1983-1993 годах возглавлял Торгово-промышленную палату Казахстана, которая является в то время единственной организацией в Республике, осуществляющей внешнеэкономическую деятельность. Занимая этот ответственный пост в ранге министра он оказывает содействие промышленным предприятиям в установлении внешнеэкономических связей с иностранными фирмами, патентной защите их изобретений, рекламе казахстанской продукции посредством обеспечения участия товаропроизводителей в международных выставках и ярмарках за рубежом, а также за счет организации в Республике иностранных выставок, научно-технических конференций и семинаров фирм из других стран. В этот период казахстанские предприятия активно участвовали в международных выставках и ярмарках за рубежом. Так, Торгово-промышленной палатой Казахстана был обеспечен показ экспонатов заводов цветной металлургии, институтов Академии наук и Министерства образования Республики на ярмарках во Франции, в Индии, Канаде, Чехословакии, Югославии, Ираке и других странах.

## Дипломатическая деятельность за рубежом
После обретения Казахстаном независимости Кырбасов переводится на работу в дипломатическую службу Республики. Учитывая его большой опыт работы в сфере внешнеэкономической деятельности, Указом Президента Республики от 30 июля 1993 года он назначается Чрезвычайным и Полномочным Послом РК в королевстве Бельгия.
Начиная с 1994 года, одновременно становится Главой Представительства РК при Европейском Союзе, Чрезвычайным и Полномочным Послом РК в Королевстве Нидерланды и Великом Герцогстве Люксембург, а также Главой Представительства РК при Организации Североатлантического Договора (НАТО), и возглавлял эти дипломатические миссии до 1998 года. В этот период дипломатической миссией в Брюсселе обеспечен официальный визит Президента РК Назарбаева Н.А. в штаб-квартиры Европейского Союза и НАТО, подписаны все основополагающие соглашения с указанными международными организациями, а также со странами Бенилюкса. Важнейшее значение для Казахстана имеют заключенный в январе 1995 года Договор о сотрудничестве и партнерстве с ЕС, а также подписанный в мае 1994 года Соглашение о присоединении Республики к программе НАТО «Партнерство во имя мира» и множество других документов, закладывающих основу для сотрудничества молодого государства с европейскими странами. Также 31 июля 1996 года при Ауесхане Макатаевиче было заключено «Соглашение о безопасности между Республикой Казахстан и Организацией Североатлантического Договора»..

## Работа в Казахстане
После возвращения в Казахстан в 1999 году Кырбасов А. М. был назначен Главой Представительства Министерства иностранных дел РК в г. Алматы, а с сентября 2001 года являлся Послом по особым поручениям.
Наряду с этим, в июле 2004 года на учредительном собрании Кырбасов А. М. был избран Председателем Совета вновь созданной «Ассоциации дипломатов Казахстана», являясь одним из инициаторов образования этой организации.
Высокую оценку Государства получила работа Кырбасова А. М. и в дипломатической службе. Указом Президента Республики Казахстан от 19 октября 1995 года ему присвоен высший дипломатический ранг — «Чрезвычайный и Полномочный Посол Республики Казахстан», а также он удостоен почетных званий: «Заслуженный деятель Казахстана» и «Заслуженный деятель дипломатической службы Республики Казахстан».

## Награды
- Грамота Верховного Совета Казахской ССР
- Заслуженный изобретатель Казахской ССР
- Лауреат Государственной премии Казахской ССР в области науки и техники.
- Медаль им. Назира Тюрякулова «Қазақстан Республикасының сыртқы саясатына қосқан үлесі үшін» (За вклад в развитие внешней политики РК)[3]
- Заслуженный деятель Казахстана
- Заслуженный деятель дипломатической службы Республики Казахстан
- Чрезвычайный и Полномочный Посол Республики Казахстан